# يورغن بانيس
يورغن بانيس (بالألمانية: Jürgen Panis)‏ هو لاعب كرة قدم نمساوي في مركز الدفاع، ولد في 21 أبريل 1975 في فينر نويشتات في النمسا. شارك مع منتخب النمسا لكرة القدم. أما مع النوادي، فقد لعب مع أدميرا فاكر مودلينغ وأوستريا فيينا وتيرول إنسبروك ولاسك لينتس ونادي واكر إنسبروك.

## وصلات خارجية
- يورغن بانيس على موقع قاعدة بيانات كرة القدم.إي يو (الإنجليزية)
- يورغن بانيس على موقع ناشيونال فوتبول تيمز (الإنجليزية)
- يورغن بانيس على موقع عالم كرة القدم.نت (الإنجليزية)